# Distretto di Newtownabbey
Il distretto di Newtownabbey era una delle suddivisioni amministrative dell'Irlanda del Nord, nel Regno Unito. Fu creato nel 1973 e soppresso nel 2015. Apparteneva alla contea storica di Antrim.
A partire dal 1º aprile 2015 il distretto di Newtownabbey è stato unito a quello di Antrim per costituire il distretto di Antrim e Newtownabbey.